# 包液
包液反応（ほうえきはんのう、syntectic reaction）は、合金などが凝固するときの反応の一つで、液相L1と液相L2が反応し新たな固相αを形成する反応である。
L1+L2→α
実例は少ない。
例:Na-Zn系の中間層

## 状態図

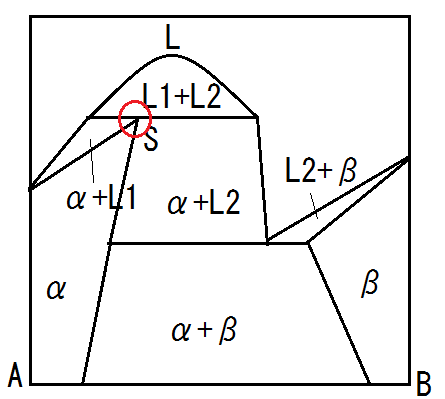
包液反応の状態図